# Бук лісовий (1 дерево) № 2
Бук лісовий (1 дерево) № 2 (Рогачинський бук) — ботанічна пам'ятка природи місцевого значення в Тернопільському районі Тернопільської області. Розташована на північний захід від села Рогачин, у кв. 33, вид. 12 Нараївського лісництва, у межах лісового урочища «Нараївська Дача». 
Площа — 0,01 га. Оголешений об'єктом природно-заповідного фонду рішенням виконавчого комітету Тернопільської обласної ради від 18 березня 1994 року. Перебуває у відані ДП «Бережанське лісомисливське господарство». 
Вік бука — 112 років, діаметр — 36 см, висота — 20 метрів, бонітет — 1а, умови місцезростання — Д³.